# Woodsetts
Woodsetts – wieś w Anglii, w hrabstwie ceremonialnym South Yorkshire, w dystrykcie metropolitalnym Rotherham. Leży 21 km na wschód od miasta Sheffield i 217 km na północ od Londynu. Miejscowość liczy 1802 mieszkańców.